# 烏蝶
烏蝶，是臺灣民間傳說成群出現的蟲型妖怪，是災難的前兆。

## 簡述
烏蝶出沒在台灣的平地，群居，體形就跟茶杯一樣大，如果一整群的烏蝶飛入空中，甚至可以遮蔽太陽、造成白天就跟黑夜一樣黑，但據說每當烏蝶群起而飛時就會發生不祥的事情。

## 文獻
光緒六年·有烏蝶大如茶盃·群飛蔽日而南:451。道光不辰年,大水。樹杞林大河中·毀舊宅無數。咸豐二年·大水;沖毀川數百甲、宅數十家。咸豐四年·烏蝶亞見二次·地方皆不寧:929。

## 當代研究
烏蝶有可能是指候鳥遷移或是日蝕現象。